# كريستي (ديد أور ألايف)
كريستي (بالإنجليزية: Christie)‏ هي إحدى شخصيات سلسلة ألعاب ديد أور ألايف تم اختراعها من قبل شركة تيم نينجا وكوي تيكمو في سنة 2001، قصتها في اللعبة أنها شخصية بريطانية تسعى لاغتيال منافستها هيلينا دوغلاس، في فيلم دي أو أي : ميت أو حي قامت الممثلة هولي فلانس بتأدية دورها.